# Tangerine Dream Live Paris
Tangerine Dream Live Paris, France, February 2nd 1981 is een livealbum van Tangerine Dream. Het album verscheen in The Bootmoon Series, een poging op de bootlegs met muziek van TD langzaam weg te drukken uit de markt. De opnamen stonden voor korte tijd geregistreerd onder de naam Tangerine Tree 14 en werden gemaakt tijdens de korte Europese tournee. Het concert zat in dezelfde serie als het concert dat later verscheen onder Tangerine Dream Live Aachen (21 januari 1981). De muziek is dan ook bijna hetzelfde. 
Alhoewel dus geen bootleg staan er tal van fouten op de hoes vermeld. De website gewijd aan Tangerine Dream Voices-in-the-net (dus niet van de band zelf) geeft de juiste titels weer, maar niet de juiste nummering. Bovendien worden tracks 1 en 2 geteisterd door beschadigingen in het geluid. Kortom een uitgave met een Franse slag. Opnamen vonden plaats in het Bataclan te Parijs. Er werden 10.000 exemplaren geperst.  

## Musici
- Christopher Franke, Edgar Froese, Johannes Schmoelling – synthesizers, elektronica

## Muziek
| Nr. | Titel                               | Duur  |
| --- | ----------------------------------- | ----- |
| 1.  | Undulation                          | 7:50  |
| 2.  | Calymba Caly (electro en ambient)   | 13:32 |
| 3.  | Thermal inverson                    | 13:30 |
| 4.  | Parisien piano                      | 6:29  |
| 5.  | Force Majeure (inclusief The price) | 5:55  |

| Nr. | Titel          | Duur  |
| --- | -------------- | ----- |
| 1.  | Silver scale   | 18:30 |
| 2.  | Horns of doom  | 2:23  |
| 3.  | Phase change   | 4:36  |
| 4.  | Diamond duster | 4:17  |
| 5.  | Diamond diary  | 10:51 |
| 6.  | Choronzon      | 11:12 |
| 7.  | Trap feeling   | 2:30  |
| 8.  | Scrap yard     | 3:03  |

CD1: Tangerine Dream Live Aachen ·
CD2: Tangerine Dream Live Montreal ·
CD3: Tangerine Dream Live Paris ·
CD4: Tangerine Dream Live Sydney ·
CD5: Tangerine Dream Live Ottawa ·
CD6: Tangerine Dream Live Brighton ·
CD7: Tangerine Dream Live Cleveland ·
CD8: Tangerine Dream Live Detroit ·
CD9: Tangerine Dream Live Preston